# Svensk Byggtjänst

Svensk Byggtjänst

AB Svensk Byggtjänst är ett informationsföretag för bygg- och fastighetssektorn, grundat 1934. Företaget tillhandahåller artiklar och dokumentarkiv, säljer litteratur samt ger ut bland annat Byggkatalogen och AMA. Målsättningen är samordning, information och kunskap.
Svensk Byggtjänsts affärsidé är "att sälja information och kunskap om aktuell teknik och regelverk samt utveckla verktyg och mötesplatser som skapar effektivitet och lönsamhet i byggsverige".

## Förlagsverksamhet

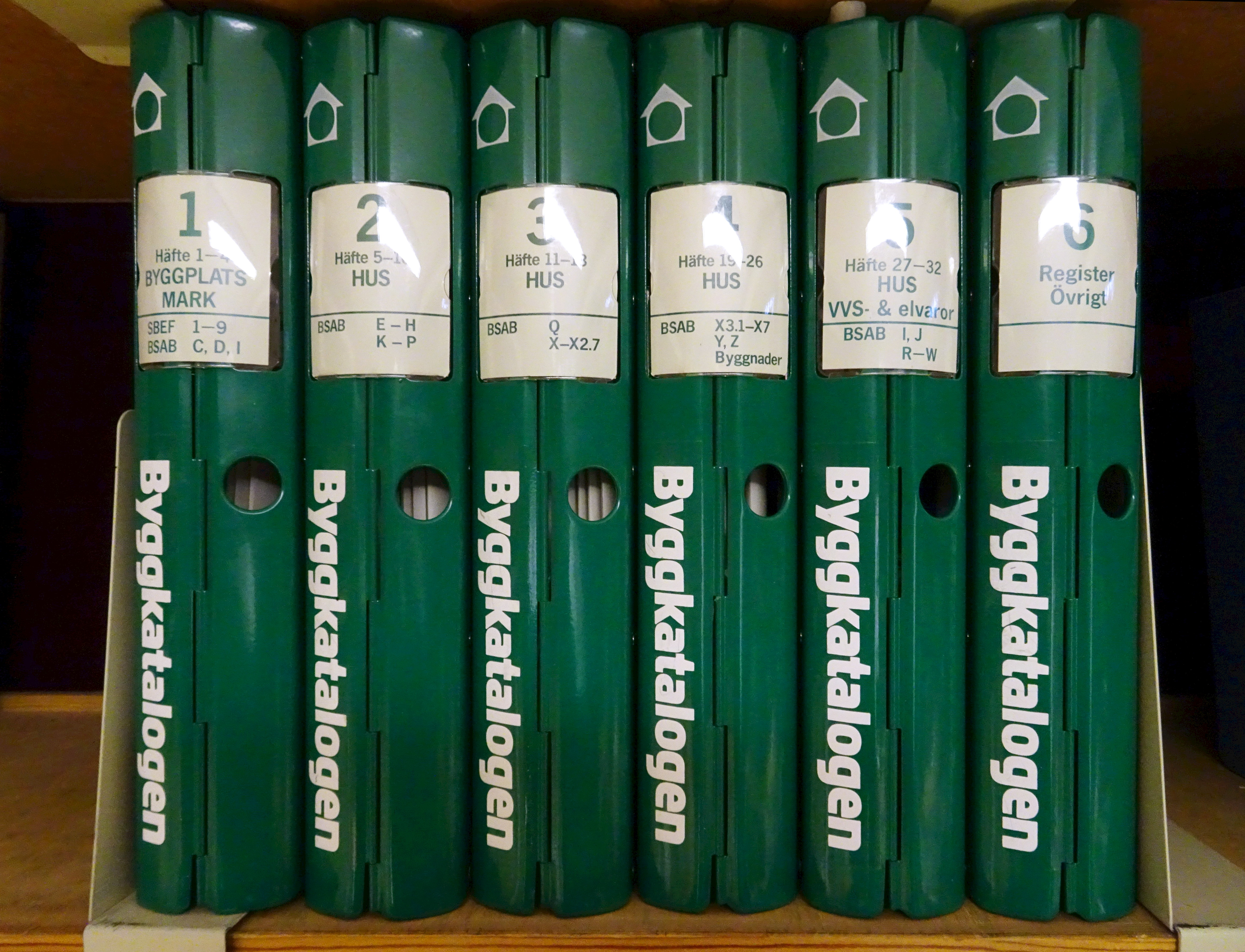
Byggkatalogen.

Svensk Byggtjänst har en egen förlagsverksamhet där bland annat AMA-boken ges ut sedan 1950. En stor del av böckerna är utgivna av Svensk Byggtjänst själva, men företaget ger även ut böcker av andra förlag, myndigheter och intresseorganisationer.

## Historik
Arkitekten Moje Bergström tog initiativet att starta Svensk Byggtjänst 2 augusti 1934 med syfte att förbättra byggstandarden i Sverige. Svensk Byggtjänst förmedlade sin verksamhet utåt med en materialutställning 1934  som sedan fortsatte fram till 80-talet. 1950 släpptes Bygg AMA och Byggkatalogen som då bestod av 450 sidor av byggmaterial som företag runt om i Sverige betalade för att vara med i.